# 資訊科技服務管理
資訊科技服務管理（英語：IT Service Management，簡稱為，縮寫為）也被稱為IT服務管理，是一種為了管理資訊科技所提供的服務。很多ITSM系统的实现都是以IT 基础设施库（ITIL）为基础来做的。

## ITSM模块
- 事故管理（Incident Management，ITIM）
- 问题管理（Problem Management，ITPM）
- 組態管理（Configuration Management）
- 变更管理（Change Management，ITCM）
- 财务管理（Financial Management for IT Services，ITFM）

## 專業組織
有國際的、分會的專業協會，例如 IT 服務管理論壇 (itSMF) 和 HDI。 這些組織的主要目標是促進 ITSM 框架用戶之間的經驗和想法交流。為此，國家和地方itSMF 和HDI 分會（LIG 或itSMF 的地方利益團體）組織了會議和研討會。 他們中的一些人還致力於將 ITSM 框架文檔翻譯成各自的語言或發布自己的 ITSM 指南。 有多種服務管理認證，如 ITIL 2011 基金會。